# 391P/Kowalski
391P/Kowalski è una cometa periodica appartenente alla famiglia delle comete gioviane. La cometa è stata scoperta il 21 marzo 2006, la sua riscoperta il 7 ottobre 2019 ha permesso di numerarla.

## Orbita
Prima della sua scoperta, la cometa aveva elementi orbitali molto diversi da quelli attuali, con un periodo di rivoluzione di 40 anni e una piccolissima MOID col pianeta Giove. Il 4 gennaio 2003 i due corpi passarono a sole 0,0096 ua (pari a circa 1.436.000 km) di distanza, inferiore al limite esterno del sistema dei satelliti galileiani, sistema che è compreso entro una sfera di 0,012585 ua centrata su Giove. A seguito di questo passaggio estremamente ravvicinato, la cometa ha cambiato notevolmente la sua orbita pur conservando una piccola MOID con Giove, attualmente di 0,057 au. Il cambiamento di orbita ha consentito la scoperta della cometa. Il 17 novembre 2073 i due corpi celesti passeranno a 0,074 ua di distanza: questo passaggio ed altri successivi altereranno, drasticamente, gli elementi orbitali attuali.